# David Prieto
David Prieto Gálvez (Sevilla, 1983. január 2. –) spanyol labdarúgó. Jelenleg a Lugo középhátvédje.